# Masi (Finnmark)
Masi (nordsamisch Máze) ist ein samisches Dorf in der norwegischen Kommune Kautokeino in der Provinz Finnmark.

## Geographie und Verkehr
Masi liegt am Westufer des Flusses Altaelva, der in diesem Abschnitt auch Kautokeinoelva genannt wird. Im Süden von Masi mündet der aus dem Westen kommende Mázejohka in den Fluss. Das Dorf liegt etwa auf halber Strecke zwischen dem Dorf Kautokeino und der Stadt Alta. Etwas westlich von Masi führt die Europastraße 45 (E45) in Nord-Süd-Richtung am Dorf vorbei. Die Straße stellt Richtung Norden die Verbindung nach Alta und Richtung Süden die Verbindung nach Kautokeino und zur finnisch-norwegischen Grenze her. Masi ist durch den Fylkesvei 7974 an die E45 angebunden.

## Geschichte

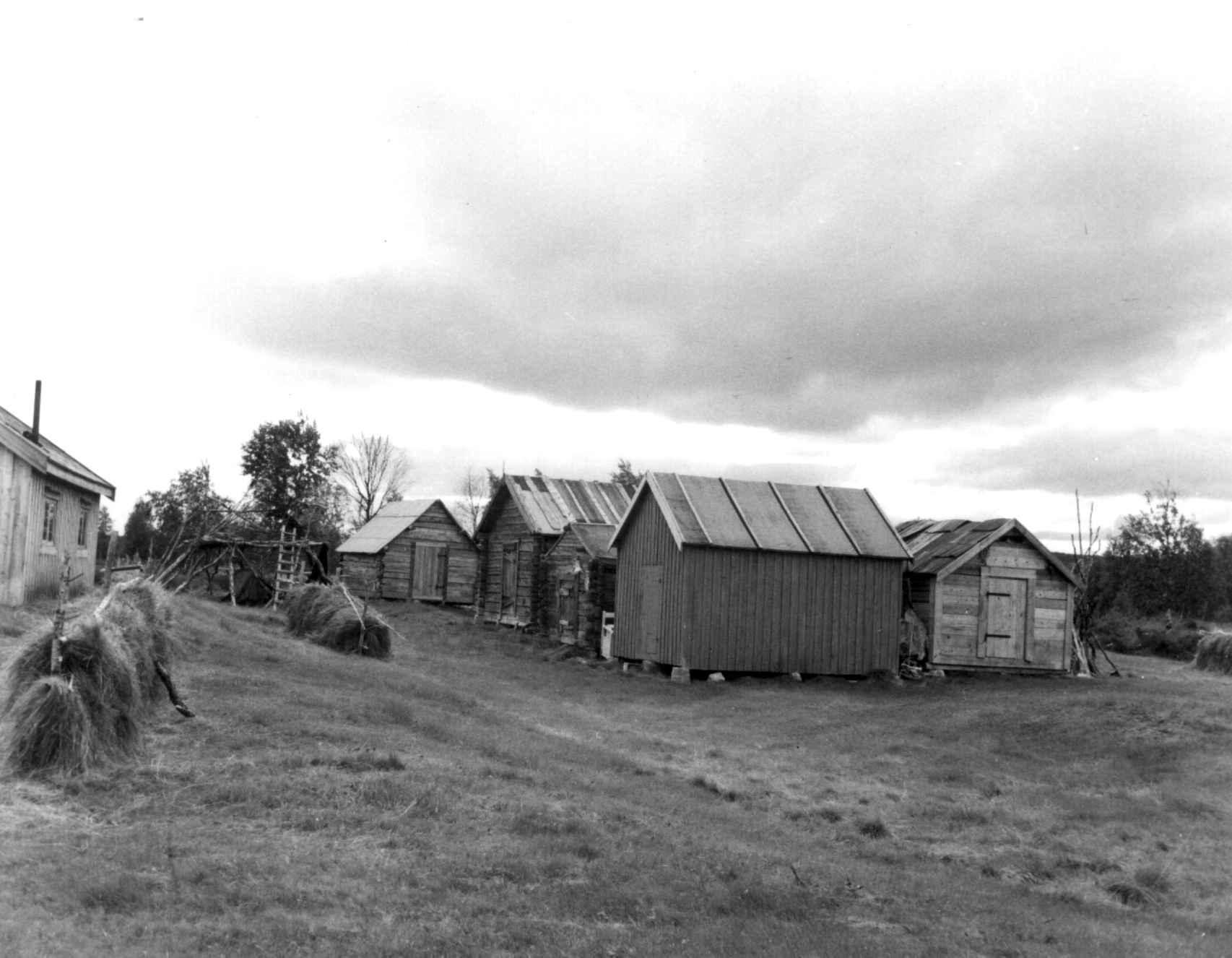
Masi im Jahr 1956

Das Dorf wird hauptsächlich von Angehörigen des Volks der Samen bewohnt. Die erste Kirche wurde im 17. Jahrhundert errichtet. Im Jahr 1944 wurde Masi wie viele weitere Orte der Region beim Rückzug der deutschen Besatzer aus der Finnmark niedergebrannt. Das Dorf wurde daraufhin wiederaufgebaut. Mit der Masi kirke wurde im Jahr 1965 die neue Kirche von Masi fertiggestellt. Die Holzkirche hat rund 150 Sitzplätze.
In den 1960er-Jahren konkretisierten sich schließlich Pläne, das Dorf für den Bau eines Flusskraftwerkes an der Alta- und Kautokeinoelva aufzugeben. Das Vorhaben stieß auf große Proteste, den sogenannten Alta-Konflikt. Im Jahr 1973 wurde Masi schließlich unter Schutz gestellt und die Pläne nicht wie ursprünglich geplant umgesetzt, so dass das Dorf erhalten blieb. In der Region um Masi kam es am 22. Januar 1996 zu einem Erdbeben, dessen Epizentrum sich 15 Kilometer östlich des Dorfs befand. Auf der Richterskala wurde eine Stärke von 4,2 gemessen.

## Name
Beim norwegischen Ortsnamen Masi handelt es sich um eine norwegische Schreibweise des nordsamischen Namens Máze.

## Persönlichkeiten
- Mattis Hætta (1959–2022), samischer Sänger beim Eurovision Song Contest 1980